# Cantharis decipiens
Cantharis decipiens är en skalbaggsart som beskrevs av Baudi 1871. Cantharis decipiens ingår i släktet Cantharis, och familjen flugbaggar. Arten är reproducerande i Sverige.